# Lee Da-bin
Lee Da-bin (koreanisch 이다빈; * 7. Dezember 1996 in Ulsan) ist eine südkoreanische Taekwondoin. Sie startet in der Gewichtsklasse über 67 Kilogramm.

## Karriere
Lee Da-bin wurde bereits bei den Juniorinnen 2013 in Jakarta Asienmeisterin. Nur ein Jahr später gewann sie bei den Erwachsenen die Goldmedaille bei den Asienspielen in Incheon. In der Gewichtsklasse bis 62 Kilogramm gelang ihr nach drei Siegen der Gesamterfolg. Bei der Sommer-Universiade 2015 in Gwangju belegte sie mit der Mannschaft ebenso den dritten Rang wie bei der Universiade 2017 in Taipeh. Darüber hinaus sicherte sie sich 2017 in der Gewichtsklasse bis 73 Kilogramm die Goldmedaille. Zwischen den beiden Universiaden wurde Lee außerdem Asienmeisterin. Ebenfalls in der Gewichtsklasse bis 73 Kilogramm setzte sie sich in Pasay gegen ihre Konkurrentinnen durch.  In dieser Klasse platzierte sie sich bei den Asienmeisterschaften 2018 in Ho-Chi-Minh-Stadt auf dem dritten Rang. Noch erfolgreicher verliefen im selben Jahr die Asienspiele in Jakarta: nach zwei Siegen in der Gewichtsklasse über 67 Kilogramm bezwang Lee im Finale auch die Kasachin Cansel Deniz mit 27:21 und gewann wie schon 2014 die Goldmedaille. Ein Jahr darauf wurde Lee in Manchester in der Gewichtsklasse bis 73 Kilogramm auch Weltmeisterin. Sie zog nach vier Siegen in Folge in den Endkampf gegen die Mexikanerin María Espinoza ein, die sie mit 22:2 besiegte.
Bei den 2021 ausgetragenen Olympischen Spielen 2020 in Tokio besiegte Lee in der Gewichtsklasse über 67 Kilogramm zunächst Aminata Traoré von der Elfenbeinküste mit 17:13 und Katherine Rodríguez von der Dominikanischen Republik mit 23:14, ehe sie im Halbfinale auch die Britin Bianca Walkden knapp mit 25:24 bezwang. Im Duell um den Olympiasieg unterlag sie anschließend der Serbin Milica Mandić mit 7:10 und gewann damit die Silbermedaille. 2023 sicherte sie sich bei den Asienspielen 2022 in Hangzhou erneut Gold im Einzel sowie Silber in der gemischten Mannschaftskonkurrenz. Ein Jahr darauf gewann sie bei den Olympischen Spielen in Paris in der Gewichtsklasse über 67 Kilogramm die Bronzemedaille.
Lee, die in der siebten Klasse mit dem Taekwondo begann, wird von Kim Jong-ki trainiert. Sie studiert Physical Education an der Korea National Sport University in Seoul.